# Microichthys
Microichthys är ett släkte av fiskar. Microichthys ingår i familjen Epigonidae.
Kladogram enligt Catalogue of Life:
| Microichthys | \| \| Microichthys coccoi \| \| \| \| \| \| Microichthys sanzoi \| \| \| \| |
|              | \| \| Microichthys coccoi \| \| \| \| \| \| Microichthys sanzoi \| \| \| \| |
|              | Brephostoma                                                                 |
|              |                                                                             |
|              | Brinkmannella                                                               |
|              |                                                                             |
|              | Epigonus                                                                    |
|              |                                                                             |
|              | Florenciella                                                                |
|              |                                                                             |
|              | Rosenblattia                                                                |
|              |                                                                             |
|              | Sphyraenops                                                                 |
|              |                                                                             |
|              | Microichthys coccoi                                                         |
|              |                                                                             |
|              | Microichthys sanzoi                                                         |
|              |                                                                             |

|  | Microichthys coccoi |
|  |                     |
|  | Microichthys sanzoi |
|  |                     |